# Karacaören, Bulanık
Karacaören là một xã thuộc huyện Bulanık, tỉnh Muş, Thổ Nhĩ Kỳ. Dân số thời điểm năm 2011 là 79 người.